# Per Erik Boivie

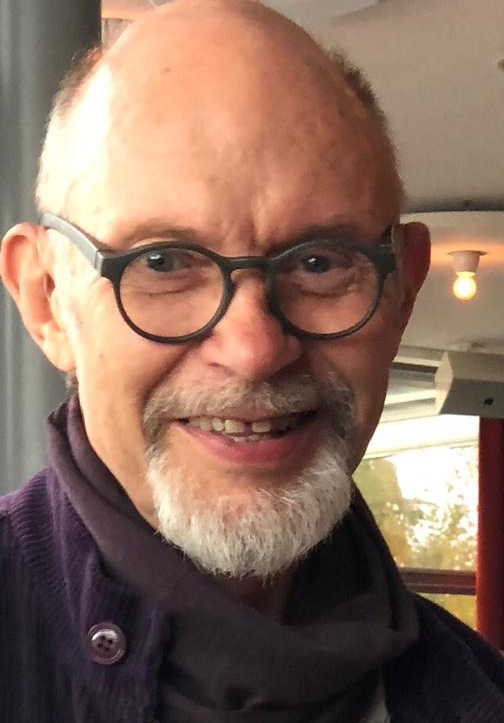
Per Erik Boivie, 2019.

Per Erik Boivie, född 12 augusti 1938 i Gävle, är en svensk facklig innovatör och entreprenör, som grundade Tjänstemännens centralorganisations globala användar- och miljöcertifiering av IT-utrustning.

## Utbildning
Boivie är uppvuxen Sollentuna. Han är byggnadsingenjör (STI) och fil. kand. efter studier i pedagogik, psykologi och sociologi vid Stockholms universitet, samt promoverad till filosofie hedersdoktor vid Uppsala universitet.

## Bakgrund
Hans yrkesbana inleddes 1955 som 17-åring i byggbranschen som timmermanslärling och fortsatte som byggnadskontrollant och senare utbildningsledare. Hans fackliga bana inom Tjänstemännens Centralorganisation (TCO) startade som arbetsmiljöombudsman vid TCO-K 1973 och fortsatte 1976 till ombudsman inom medbestämmande och IT-utveckling sedan utvecklingschef 1992–1998 vid TCO. Därefter verkar han som egenföretagare - konsult och författare - med fokus på hållbara produktions- och konsumtionsmönster.

## Global användar- och miljöcertifiering av IT-produkter
TCO Certified är sedan 25 år tillbaka ett ledande varumärke globalt för hållbarhetscertifiering av IT-produkter. Runt om i världen sitter hundratals miljoner människor och arbetar  med dessa IT-verktyg från ledande varumärken som  Dell, Hewlett-Packard, Samsung, Sony, Lenovo etc. De flesta IT-användare är dock ovetande om att dess produkter utvecklats i dialog med en svensk facklig organisation och dess samarbetspartners, forskare och experter. TCO Certified utvecklades till en svensk innovation i paritet med andra svenska IT-framgångar som Skype, Spotify och Gapminder.
TCO-initiativet innebar något nytt i två avseenden:
- En svensk facklig organisation trädde in på den globala marknaden som avtalsslutande part och slöt certifieringsavtal med  IT-företag med huvudkontor och produktion förlagd till andra länder och världsdelar.
- IT-företagen som slöt avtalen åtog sig därigenom att ställa in sin produktion av IT-produkter så att de svarade mot högt ställda krav på användaranpassning, energieffektivitet, miljöanpassning och krav på de sociala villkoren i produktionen.

Den första generationen TCO Certified lanserades globalt i Berlin 1992 av Boivie vid TCO:s utvecklingsenhet samt företrädare för dess samarbetspartners Naturskyddsföreningen (SNF), Nutek och Semko. I december 2018 lanseras den åttonde generationen i Bryssel av TCO Development (TCO:s helägda bolag som bildades 1998).

## TCO-initiativets bakgrund och utvecklingssteg
I början av 1980-talet introduceras alltfler datorer inom industri, kontor och handel. De så kallade ”tjockskärmarna” med mörk bakgrund baserade på katodstrålerörteknik för persondatorer och terminaler dominerade. Det ledde till arbetsmiljö/hälsoproblem för användarna. Och ju längre tid framför skärmen desto mer ökade ögonbesvär liksom belastningsskador i rygg, axlar och armar. Orsaken var bland annat dålig bildkvalitet (flimmer, reflexer, bristande teckenskärpa etc). Till det kom att skärmarna genererade elektriska, elektrostatiska och magnetiska fält. Forskarna var oeniga om dessa fält kunde påverka datoranvändarnas hälsa och till och med orsaka fosterskador på gravida kvinnor. Debatten om arbetsmiljöproblemen inklusive elöverkänslighet, vid bildskärmsarbete gick hög. Och fackliga krav ställdes på att genom kollektivavtal – den traditionella fackliga vägen att lösa problem på arbetsplatserna – söka begränsa tiden framför skärmen.
Men grundproblemen var teknikens utformning och den kunde bara utvecklas genom att tillverkarna/leverantörerna motiverades att utveckla en bättre användaranpassad teknik. För att sätta tryck på IT-företagen globalt mobiliserade TCO sina datoranvändande medlemmar att delge sina erfarenheter av tekniken och ge feedback direkt till leverantörerna. För detta ändamål utvecklades under Boivies ledning 1986 Bildskärmsprovaren. Den bestod av ett utvikningsbart ark med fakta och illustrationer av 22 olika ergonomiska egenskaper hos skärmar och tangentbord. Varje beskriven egenskap följdes av en fråga till användaren som skulle besvaras i ett användarprotokoll. Ett särskilt leverantörsprotokoll ingick också som tillsammans med ifyllda användarprotokollet skulle skickas direkt till leverantören. Initiativet blev en global succé och Screen Checker översattes till engelska, tyska, franska, holländska, finska, norska, danska och japanska och spreds ut på arbetsplatser runt om i världen. Därigenom fick leverantörerna feedback på hur deras produkter fungerade på arbetsplatserna, inte bara i Sverige, utan också runt om i världen.
Efter Screen Checker började alltfler teknikupphandlare, fackliga företrädare och inte minst leverantörer, efterfråga fördjupad information om tekniken och hur denna borde utvecklas  för att förebygga arbetsmiljöproblemen. För detta ändamål knöt Boivie en rad experter till sig i ett mångårigt utvecklingsprojekt. Det var experter från bland annat Chalmers, Försvarets forskningsanstalt, Arbetsmiljöinstitutet och Statshälsan som bidrog inom områdena synergonomi, buller och emissioner. Resultatet blev Bildskärmsfakta . Detta rikt illustrerade faktadokument började spridas 1991 och översattes till engelska och tyska. Stora upplagor spreds till leverantörer där dokumentet  vann acceptans och dessa spreds vidare vid IT-mässor som till exempel den årliga Cebit-mässan i Hannover.
Under hösten 1991 lyftes miljö- och klimatfrågorna alltmer fram i debatten inför FN:s toppkonferens om miljö- och utveckling i Rio 1992. Boivie inspirerades av denna liksom av Naturskyddsföreningens (SNF) miljömärkning av konsumentprodukter - Bra Miljöval. Ett mångårigt samarbete inleddes med SNF för att skapa en TCO-märkning som integrerade arbetsmiljö- och yttre miljökrav.

## Framgångsfaktorer
En viktig framgångsfaktor för TCO-certifieringen  var involveringen av berörda parter i utvecklingsprocessen. De leverantörer som tog fram produkter som klarade TCO´92- kraven inbjöds till att ingå i The Front Group för att utveckla nästa generation - TCO´95. Andra leverantörer som varit lite avvaktande ställde frågan: Varför håller TCO på med detta? De övertygades genom att TCO representerande en potential av 1,3 miljoner användare som var beroende av ett bra IT-stöd i sitt arbete. De motiverades också av att TCO-certifierade skärmar efterhand tog allt större marknadsandelar globalt. Till detta adderades  bland annat etableringen av TCO Information Center i Chicago 1994. Centret bidrog bland annat till lanseringen av en engelskspråkig webbplats  som TCO:s utvecklingsenhet lanserade 1996. Genom Wall Street Journal, Making IT Friendly, 27 juni 1994, uppmärksammades i en stort uppslagen artikel att en svensk facklig organisation skaffat sig ett fotfäste i USA. Att utvecklingsenheten också knutit volontärer till sig i Tyskland och Österrike bidrog samtidigt till genomslaget globalt.

## TCO-initiativets spin-off-effekter
För att skapa trovärdighet för TCO:s utvecklingsenhets budskap satsade Boivie 1995 på att utveckla enheten till en Leva-som-vi lär-arbetsplats – en förebild som med stolthet kunde visas upp för besökare. Detta arbetsmiljö- och miljöanpassade kontor var öppet för arbetsmiljökommittéer, företag etc att besöka. Utvecklingen av kontoret skedde successivt i samspel med olika experter och leverantörer som ville exponera sina produkter i detta sammanhang. Flera tusen besökare guidades runt i denna miljö under åren som följde.
Han initierade efter FN:s Riokonferens 1992 ett koncept för certifiering av företag och organisationer i konferensens anda. Resultatet blev 6E-modellen (Ecology – Ergonomics – Energy – Economics – Emissions- Efficiency) . Ett omfattande utvecklingsarbete tog vid, under ledning av Boivies medarbetare Bodil Ekström, som realiserade  modellen och gjorde den attraktiv. 6E slog igenom på FN-nivån 1997 där den vid generalförsamlingens specialsession lyftes fram som en förebild. Vid årsskiftet 1999/2000 arbetade cirka 40 företag med 6E. När TCO av FN fick en inbjudan att presentera modellen på en tredagarskonferens i Toronto i mars 1999 fick Boivie representera TCO. Till konferensen hade tolv exempel valts ut som representerade förebilder från frivilliga hållbarhetsinitiativ från hela världen.
Vid Kungliga Tekniska högskolan (KTH) etablerades 1995 CID – centrum för användarorienterad IT-design,. Ansökan om medel för detta centrum baserades på  ett förslag till satsning på användardriven IT-forskning som utarbetats av honom och en representant för ett brittiskt IT-företag. Programmet finansierades av Verket för innovationssystem (Vinnova), ett 30-tal intressenter och EU:s ramprogram för forskning med totalt 220 miljoner kr under 10 år. CID blev en mötesplats för industri, användarorganisationer (bland annat LO, TCO), myndigheter och forskare med gemensamma forskningsfrågor och intresseområden inom IT-design.
Landsorganisationen (LO) tog initiativ till utvecklingsarbete inom IT-området inspirerat av TCO-initiativets framgångar. Man ville undersöka om man, med stöd av aktuell forskning inom Människa-datorinteraktion skulle kunna certifiera programvara på liknade sätt som TCO lyckats med maskinvaran. Företaget Useasaward, helägt av LO, bildades och tillsammans med forskare på CID-KTH, Uppsala universitet och Gävle högskola utvecklades en uppsättning kriterier och en process för att certifiera programvara . Usersaward tillsatte även en jury, med Boivie, som på den årligen återkommande Användarnas Dag delade ut Användarnas IT-pris till dem som lyckats bäst med att beställa, föra in och anpassa en programvara på ett sätt som, enligt användare och ledning, förbättrade både organisationens arbetsmiljö och dess konkurrenskraft. Kvalitetskriterierna har sedan 2007 använts i flera fackförbunds återkommande nöjdhetsundersökningar.

## Utmärkelser
- SIF-stipendium för banbrytande insatser för bättre bildskärmar och arbetsmiljö vid Svenska Industritjänstemannaförbundets kongress 1993
- Näringslivets Miljöchefers och Finanstidningens diplom för Utmärkt Miljöledarskap 1999
- Filosofie hedersdoktor, F.D. honoris causa, vid jubileumspromotionen vid Uppsala Universitet den 22 januari 2000
- ST:s Arbetslivspris 2000 vid Statstjänstemannaförbundets förbundsstämma i november 2000
- Nordiska Ergonomisällskapets Award of Excellence "for outstanding contributions to the field of ergonomics" 2002